# Reulle-Vergy
Reulle-Vergy – miejscowość i gmina we Francji, w regionie Burgundia-Franche-Comté, w departamencie Côte-d’Or.
Według danych na rok 1990 gminę zamieszkiwało 105 osób, a gęstość zaludnienia wynosiła 17 osób/km² (wśród 2044 gmin Burgundii Reulle-Vergy plasuje się na 805. miejscu pod względem liczby ludności, natomiast pod względem powierzchni na miejscu 1166.).